# Michael Boyce
Michael Cecil Boyce, barone Boyce (Città del Capo, 2 aprile 1943 – 7 novembre 2022), è stato un ammiraglio britannico.
Capo di stato maggiore della difesa del Regno Unito dal 2001 al 2003.

## Biografia
Michael Boyce è nato a Città del Capo il 2 aprile 1943 ed è il figlio del comandante Hugh Boyce e di Madeline (nata Manley).
È stato educato all'Hurstpierpoint College e al Britannia Royal Naval College di Dartmouth.
Nel 1961 è entrato nella Royal Navy come cadetto e, dopo essersi addestrato come sottomarino, è stato confermato al grado di sottotenente il 10 dicembre 1965. È stato promosso a tenente il 30 agosto 1966  e ha poi prestato servizio nei sottomarini HMS  Anchorite, HMS  Valiant e HMS Conqueror. Nel 1973 ha completato il corso di comando sottomarino  ed è diventato ufficiale comandante del sottomarino HMS  Oberon nello stesso anno. L'8 gennaio 1974 è stato promosso luogotenente comandante  e poco dopo ha ricevuto il comando del sottomarino HMS Opossum.
Il 30 giugno 1976 è stato promosso al grado di comandante  e nel 1979 ha ottenuto il comando del sottomarino HMS Superb. Nel 1981 è stato inviato alla Direzione dei piani navali presso il Ministero della difesa  e nel giugno dell'anno successivo è stato nominato ufficiale dell'Ordine dell'Impero Britannico. Il 30 dello stesso mese è stato promosso a capitano. Nel gennaio del 1983 gli è stato affidato il comando della fregata HMS Brilliant e l'anno successivo è ritornato al Ministero della difesa come capitano dell'addestramento sottomarino. Ha frequentato il Royal College of Defence Studies nel 1988 e successivamente è diventato Senior Naval Officer nel Medio Oriente nel 1989. Nell'agosto del 1989 ha riassunto il suo precedente incarico al Ministero della difesa. Nel luglio del 1991, in seguito alla promozione a retroammiraglio, è diventato ufficiale di bandiera per l'addestramento marittimo. Nel novembre del 1992 è divenuto ufficiale di bandiera della flottiglia di superficie e comandante della Forza d'assalto anti-sommergibile della NATO.
Nel febbraio del 1994 è stato promosso a vice-ammiraglio  e a New York ha ricevuto le insegne di cavaliere commendatore dell'Ordine del Bagno. Il 25 maggio 1995 è stato promosso ad ammiraglio e Secondo lord del mare. Nel settembre del 1997 è stato nominato comandante in capo della flotta, comandante della NATO per l'est Atlantico e comandante della forze navali alleate NATO.
Nell'ottobre del 1998 è diventato Primo lord del mare e capo del personale navale. Nel giugno dell'anno successivo è stato promosso a cavaliere di gran croce dell'Ordine del Bagno. Nel febbraio del 2001 è stato nominato capo di stato maggiore della difesa  e in tale ruolo si ritiene abbia avuto preoccupazioni sui piani statunitensi per un sistema di difesa missilistico nazionale. All'inizio del 2003 ha consigliato al governo britannico lo spiegamento delle truppe per l'invasione dell'Iraq, chiedendo però assicurazioni sulla legittimità dello spiegamento prima che fosse consentito a procedere. Il 27 novembre 2002 è stato nominato cavaliere di giustizia del Venerabile ordine di San Giovanni. Ha lasciato l'incarico di capo di stato maggiore della difesa il 7 novembre del 2003.
Il 16 giugno 2003 è stato creato pari a vita con il titolo di barone Boyce, di Pimlico nella città di Westminster. Il 19 dicembre 2003 è stato nominato vice luogotenente della Grande Londra. Nel maggio del 2004 è diventato direttore non esecutivo di WS Atkins plc, una multinazionale britannica di ingegneria, progettazione, progettazione architettonica e gestione di progetti e servizi. Il 10 dicembre dello stesso è stato nominato Lord guardiano dei cinque porti, succedendo così alla regina madre Elizabeth Bowes-Lyon. Nel 2004 è diventato anche presidente del Royal Navy Club of 1765 & 1785.

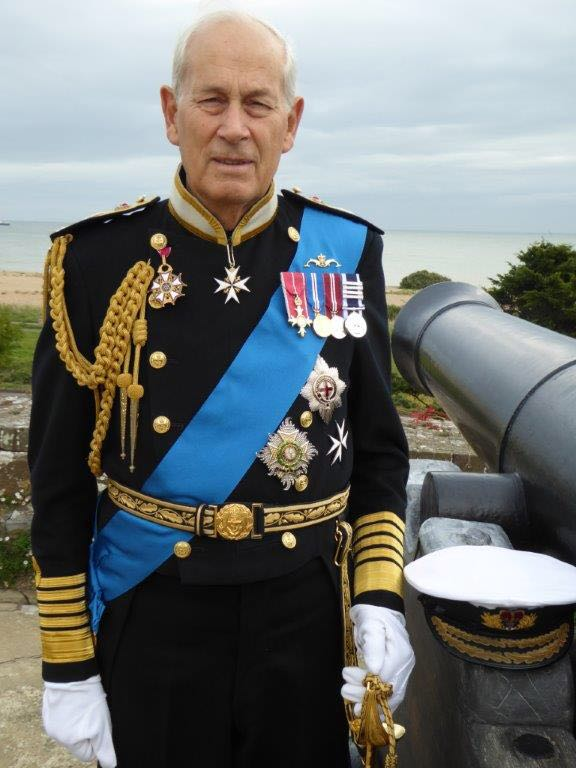
Lord Boyce nel 2015.

Nel maggio del 2005 lord Boyce è stato tra i numerosi capi di stato maggiore in pensione che hanno parlato alla Camera dei lord del rischio di mettere i militari di fronte alla responsabilità per le loro azioni. Secondo loro era la politica la principale responsabile di fronte alla Corte penale internazionale. Il 3 dicembre del 2009 ha fornito le prove sull'inchiesta sull'Iraq. Nell'aprile del 2011 è stato nominato cavaliere compagno dell'Ordine della Giarrettiera. Attualmente fa parte del gruppo di parlamentari a favore del disarmo nucleare multilaterale e della non proliferazione.
Lord Boyce è anche patrono dell'Associazione dei sottomarini, del Dover College  e del Dover War Memorial Project  oltre ad essere un fratello anziano della Trinity House  e presidente del Royal National Lifeboat Institution. Ha un vivo interesse per lo sport. Nel 2013 è stato eletto Master of the Draper's Company. È stato anche presidente della Pilgrims Society, del Royal Navy Submarine Museum, dell'istituto di beneficenza di Hastings, del Winkle Club  e del Naval and Military Club.
Nel giugno del 2014 è stato nominato ammiraglio della flotta.

## Vita personale
Nel 1971 ha sposato Harriette Gail Fletcher dalla quale ha avuto un figlio e una figlia. In seguito allo scioglimento del suo primo matrimonio, si è risposato con Fleur Margaret Anne Rutherford (nata Smith). Lady Boyce è morta nel 2016 all'età di 67 anni.